# تهاجم (فیلم ۲۰۱۵)
«تهاجم» (انگلیسی: Attack (2015 film)) یک فیلم است که در سال ۲۰۱۵ منتشر شد.